# カディスの赤い星
『カディスの赤い星』（カディスのあかいほし）は、逢坂剛の長編小説。1986年講談社から書下ろし作品で刊行された。1986年下期第96回直木賞受賞、同年第5回日本冒険小説協会大賞(国内部門)受賞、1987年第40回日本推理作家協会賞受賞。
1987年にNHK-FMでラジオドラマ化、1992年にフジテレビジョンでテレビドラマ化された。タイトルのカディスとはスペイン南西部の港町。著者の本職である広告業と、趣味であるフラメンコギターが作品に反映されている。当時博報堂に勤務していた著者が1年ほどかけて書き上げたが、素人の持ち込み原稿としては長大すぎるものとなり、本作を出版してくれる編集者を探すためにプロの作家となることを決めて小説新人賞への投稿を始めたという。

## あらすじ
1986年6月、PR会社の事務所長漆田亮はふと眼にした資料の雑誌記事から11年前の出来事を思い出す。当時独立して間もないPRマンだった漆田は得意先の日野楽器から、サントスと名乗る日本人を探して欲しいと頼まれる。ギター制作の技術指導として招聘したスペイン人ホセ・ラモスの元に、20年前フラメンコギターの購入に訪れたギタリストだったが、在庫がなかったので帰ったのだという。サントス探しから明らかになってきたのは、一台のギターに憑かれた三人のギタリストの数奇な生きざま。ラモスと来日した孫娘フローラを監視するスペイン秘密警察の影だった。ラモスと日野楽器から改めての依頼により、漆田は失われたギターの名器”カディスの赤い星”のゆくえと、単身帰国したフローラを追ってスペインに向かうことになった。フランコ総統就任39年記念式典を控えた首都マドリードで、漆田は過激派組織が計画する陰謀に巻き込まれていく。

## 主な登場人物
漆田亮　
PR会社事務所長
大倉幸佑　
同社事務員
石橋純子
同社事務員
那智理沙代
広告会社萬広PR局キャップ
河出弘毅
日野楽器 広報担当常務
新井進一郎　
同社 広報室長
大野顕介　
太陽楽器取締役宣伝部長
槇村真紀子
全日本消費者同盟 書記長
槇村優
西ドイツに留学中の真紀子の息子
高井修三　
グルーポ・フラメンコのギタリスト 通称サントス
佐伯浩太朗
グルーポ・フラメンコのギタリスト 通称アントニオ
オイワケ
グルーポ・フラメンコの歌手
清水宏紀
グルーポ・フラメンコのギタリスト 通称マロノ
津山陽　
若いギタリスト 通称パコ
ホセ・ラモス・バルデス　
スペインのギター製作家
フローラ・ラモス
その孫娘で大学で日本語を学んでいる
アンヘル・ソトマジョル　
左翼過激派FRAPの活動家
ホァン・ロドリゲス
秘密警察(BPS)刑事
サンチェス
治安警備隊少佐
セレスティノ　
その部下 治安警備隊少尉
ロコ
スペイン右翼急進連合(JADRA)攻撃隊長
マタリフェ
その部下

## 書籍情報
- カディスの赤い星 講談社：1986年7月、ISBN 978-4062028707
- 講談社文庫:1989年8月、上巻 ISBN 978-4061844957、下巻 ISBN 978-4061844964
- 双葉文庫：2002年2月、（日本推理作家協会賞受賞作全集53.54巻）
- 講談社文庫（新装改訂版）:2007年2月、上巻 ISBN 978-4062756402、下巻 ISBN 978-4062756419

## ラジオドラマ
初回1987年4月6日 21:00 月～金 (15分/全15回) 「アドベンチャーロード」NHK-FM 
脚色・高木達、演出・伊藤豊英、制作・NHK東京
出演：江守徹、河津左衛子、貴倉良子、金内喜久夫、井上倫宏、大塚国夫ほか

## テレビドラマ
1992年3月13日(金) 21:02-22:52 フジテレビ系で放送
演出・大野木直之、脚本・竹山洋、音楽・ 倉本裕基
出演：古谷一行、石原真理子、大泉滉、薬丸裕英、李麗仙ほか